# Конопкі-Яблонь
Конопкі-Яблонь (пол. Konopki-Jabłoń) — село в Польщі, у гміні Замбрув Замбровського повіту Підляського воєводства.
Населення — 63 особи (2011).
У 1975-1998 роках село належало до Ломжинського воєводства.

## Демографія
Демографічна структура станом на 31 березня 2011 року:
|          | Загалом | Допрацездатний вік | Працездатний вік | Постпрацездатний вік |
| -------- | ------- | ------------------ | ---------------- | -------------------- |
| Чоловіки | 36      | 8                  | 22               | 6                    |
| Жінки    | 27      | 4                  | 16               | 7                    |
| Разом    | 63      | 12                 | 38               | 13                   |